# يوجي ناكازاوا
يوجي ناكازاوا، من مواليد 25 فبراير 1978 في يوشيكاوا في سايتاما باليابان، لاعب كرة قدم ياباني، ويلعب لنادي يوكوهاما أف مارينوس ومنتخب اليابان لكرة القدم.
بدأ ناكازاوا مسيرته الكروية مع نادي أميركا البرازيلي في موسم 1997/1998، وفي عام 1999 انتقل إلى نادي طوكيو فيردي الياباني، ولعب لهم حتى عام 2001، ومنذ عام 2001 وهو يلعب مع نادي يوكوهاما أف مارينوس.
و قد بدأ باللعب مع منتخب اليابان لكرة القدم في عام 1999.

## كأس آسيا

### كأس آسيا 2004
و قد سجل هدفين في مرمى منتخب تايلند لكرة القدم.

### كأس آسيا 2007
و قد سجل هدف في مرمى منتخب السعودية لكرة القدم.

## روابط خارجية
- يوجي ناكازاوا على موقع الاتحاد الدولي (مؤرشف)  (الإنجليزية)
- يوجي ناكازاوا على موقع رابطة كرة القدم اليابانية للمحترفين (اليابانية)
- يوجي ناكازاوا على موقع قاعدة بيانات كرة القدم.إي يو (الإنجليزية)
- يوجي ناكازاوا على موقع ناشيونال فوتبول تيمز (الإنجليزية)
- يوجي ناكازاوا على موقع Soccerway.com (الإنجليزية)
- يوجي ناكازاوا على موقع عالم كرة القدم.نت (الإنجليزية)
- يوجي ناكازاوا على موقع كووورة
- يوجي ناكازاوا على موقع أوليمبيديا (الإنجليزية)